# Wczesny buddyzm

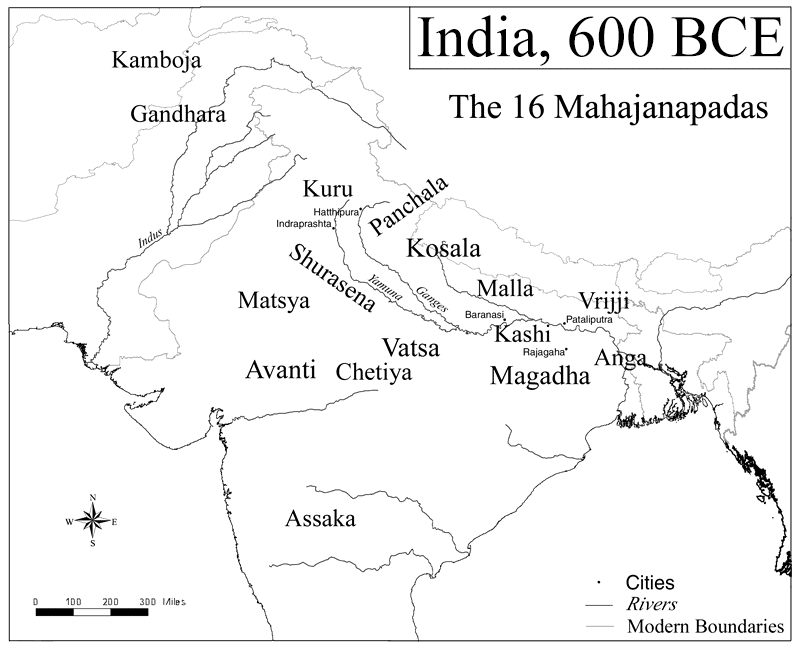
Północne Indie w czasach Buddy

Wczesny buddyzm – pierwszy okres w historii buddyzmu, który rozpoczął się wraz z podjęciem działalności przez historycznego Gautamę Buddę (Siakjamuniego), a zakończył pierwszą schizmą i powstaniem wczesnych szkół buddyjskich.
Badania dotyczące tego okresu oscylują wokół trzech głównych problemów: kwestii historyczności Siakjamuniego i jego życia, głoszonej przez niego nauki (w literaturze polskiej zwanej czasami „buddyzmem pierwotnym”) oraz organizacji życia zakonnego (sangi). Dużą uwagę poświęca się również sytuacji politycznej, ustrojowej i gospodarczej państw indyjskich oraz kondycji dominującego wówczas braminizmu. Według uczonych czynniki te miały istotny wpływ na powstanie pierwotnej doktryny oraz jej przyszły sukces i szybkie rozpowszechnienie.

## Rys historyczny
Ok. XV wieku p.n.e. Indoariowie po przekroczeniu Hindukuszu rozpoczęli podbój Półwyspu Indyjskiego. Ich przybycie zbiegło się z upadkiem cywilizacji doliny Indusu (ok. XIII wieku p.n.e.), której północne, pokrywające się z terenem dzisiejszego Pendżabu obszary, początkowo zasiedlili. Od X wieku p.n.e. stopniowo przesuwając się w kierunku wschodnim, zajmowali żyzne ziemie pomiędzy Indusem i rzeką Jamuną, gdzie stworzyli wysokorozwiniętą cywilizację, składającą się z grupy samodzielnych, rywalizujących ze sobą państewek. Ich cechą wspólną pozostawała religia oparta na Wedach, a także  społeczny podział na cztery klasy (warny), dwie wyższe: kapłanów i wojowników oraz dwie niższe: rolników i niewolnych.
Wraz z rozwojem cywilizacyjnym i licznymi zapożyczeniami z religii ludów podbitych, wedyzm  wyewoluował w kierunku braminizmu, religii mocno zrytualizowanej i zdominowanej przez dziedzicznych kapłanów. Ci, którym nie wystarczały proste wierzenia oparte na kulcie sił przyrody, wiedzę natury filozoficzno-religijnej czerpali z Upaniszad (komentarzy do Wed). Ich motywem przewodnim były rozważania o brahmanie (byt absolutny) oraz jego relacje z transmigrującym (reinkarnującym się) atmanem (duszą osobową).

## Indie w VI wieku p.n.e.
Życie i działalność Gautamy Buddy przypadły na okres istotnych przemian politycznych i ekonomicznych w Indiach, w VI wieku p.n.e. Przejście od gospodarki naturalnej do opartej na pieniądzu gospodarki towarowej zapoczątkowało niespotykany dotąd w historii rozwój produkcji i handlu. Korzystała na tym nowo powstała klasa kupców oraz władcy, którzy w celu zdobycia wytworzonych bogactw, posuwali się do gwałtów i bezprawia.
W tym czasie w północnej części półwyspu rywalizowało ze sobą 16 państw, monarchii i republik, pogrążonych w permanentnej wojnie, a kilka z nich zorganizowanych w sposób autokratyczny, szukało powszechnej dominacji. Zgromadzone dobra pozwalały co ambitniejszym władcom na zbudowanie potężnych monarchii i zmuszenie mniejszych sąsiadów do uległości. Frustracja wywoływana bezradnością wobec tych, ingerujących w tradycyjny sposób życia zmian, rodziła poczucie zagrożenia wśród mieszkańców mniejszych krain. Obawiali się oni utraty niezależności, a co za tym idzie swojej dotychczasowej pozycji społecznej, determinującej jakość egzystencji w systemie kastowym. 
W tych okolicznościach silnie zrytualizowana religia bramińska okazała się zawodna, nie potrafiąc zapewnić oparcia w nowej, stymulującej ale również pełnej zagrożeń sytuacji. Nasilił się za to, zakorzeniony w tradycji sięgającej czasów cywilizacji doliny Indusu i opozycyjny w stosunku do braminizmu ruch filozoficzno-religijny, reprezentowany przez tzw. śramanów. Byli to wędrowni, wywodzący się z różnych kast i żyjący z jałmużny asceci, którzy odrzucali opartą na Wedach religię, a pozostając na marginesie życia społecznego dążyli do uspokojenia umysłu poprzez umartwienie i jogę oraz rozmyślania natury filozoficznej i nauczanie. Negując tradycyjne, boskie wyobrażenie praw rządzących wszechświatem, zaczęli szukać satysfakcjonującego wyjaśnienia nurtujących ich pytań poprzez racjonalizację, znacznie przyczyniając się do rozwoju astronomii, matematyki i medycyny. Doprowadziło to odrzucenia wiedzy opartej na autorytecie i założenie jej weryfikowalności.
W sferze religijnej większość śramanów przyjmowała, zapoczątkowaną przez Upaniszady doktrynę reinkarnacji, zakładając jednak, że celem najwyższym nie powinno być ziemskie szczęście (osiągalne poprzez moralne życie, które w przyczynowo-skutkowym prawie karmana zapewnia dobre odrodzenie), ale całkowite wyzwolenie transmigrującej duszy z cyklu wcieleń.

## Budda

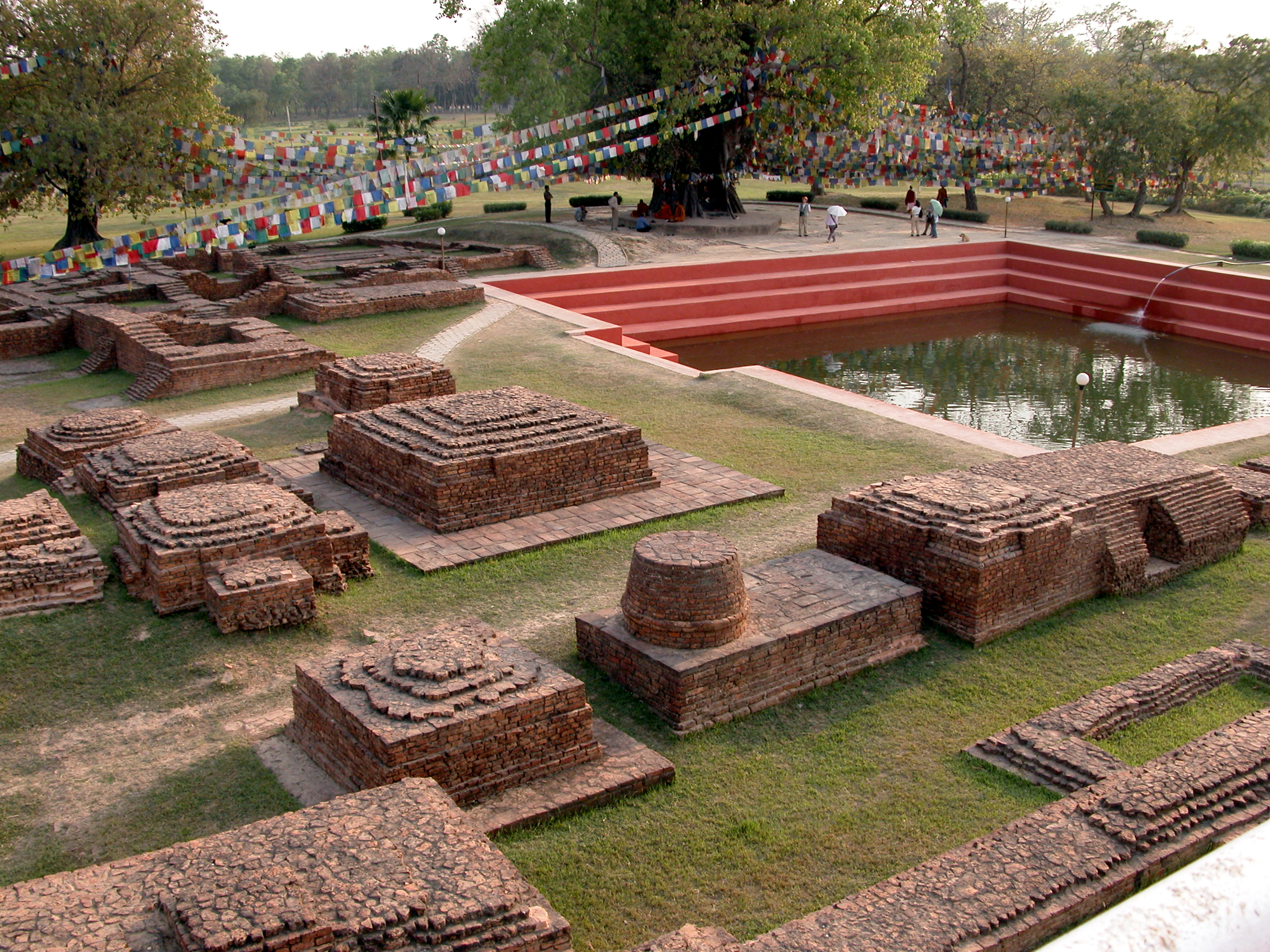
Lumbini (Nepal). Zgodnie z tradycją miejsce narodzin księcia Siddharthy

Chociaż pojawiały się próby wyjaśnienia fenomenu Buddy poprzez konotacje mityczne (szczególnie wśród uczonych XIX-wiecznych), w świetle współczesnych badań, historyczność założyciela buddyzmu nie budzi już żadnych wątpliwości. Przedmiotem  długoletniej dyskusji pozostawała także kwestia datowania, szeroko opisywanej w źródłach paranirwany (momentu śmierci), stanowiącej punkt wyjścia dla wszelkich ustaleń chronologicznych. Pomimo nie do końca wyjaśnionych wątpliwości od dłuższego czasu przyjmuje się jednak, że Budda zmarł ok. roku 480 p.n.e., a dokładniej w 486 p.n.e. (na podstawie informacji źródłowych o tym, że w chwili śmierci miał 80 lat, wnioskuje się, że urodził się w 566 p.n.e.)
Przyszły Budda przyszedł na świat jako Siddhartha z rodu Gautama (Gotama), z plemienia Siakjów (jego przydomek Siakjamuni oznacza mędrca z kraju Siakjów, sanskr. muni mędrzec). Jego ojcem był władca małego miasta-państwa Kapilavastu, utożsamianego współcześnie ze stanowiskiem archeologicznym na terenie miasta Tilaurakot w południowym Nepalu. Państwo Siakjów pozostawało w zależności od któregoś z większych sąsiadów, ale posiadało ustrój republikański, a władca był obieralny.

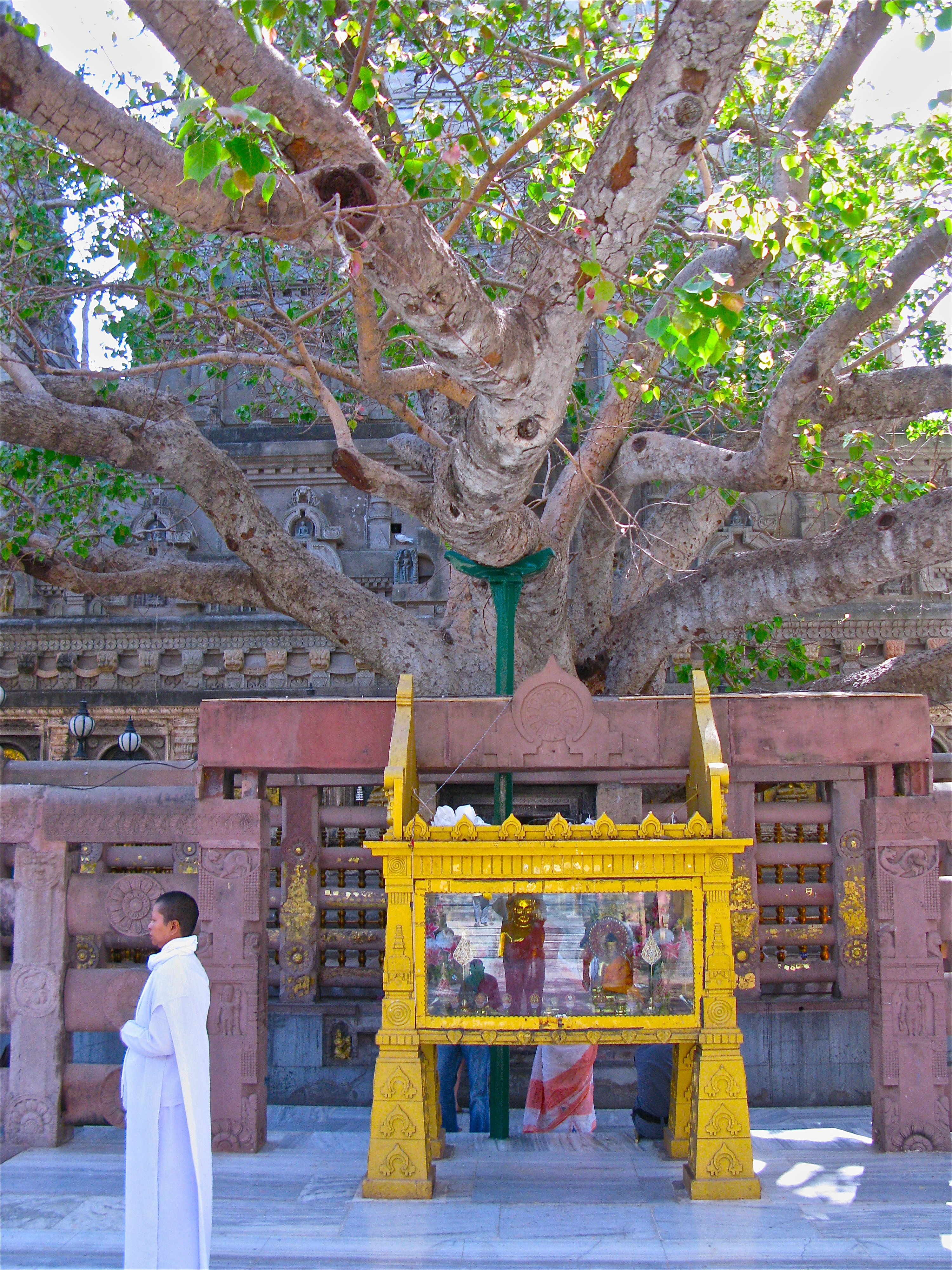
Drzewo pod którym Budda miał doznać oświecenia Bodh Gaja

Pomimo tego, iż młody książę Siddhartha miał rodzinę (żonę i syna), w wieku 29 lat zdecydował się porzucić bliskich, aby wieść życie śramana. Po 6 latach praktyk jogicznych i ascezy osiągnął oświecenie (miał wtedy 35 lat) i rozpoczął nauczanie. 

## Sangha
Pierwszymi uczniami oświeconego Buddy byli asceci z Parku Jeleni w indyjskiej miejscowości Sarnath, z którymi ten medytował przez kilka wcześniejszych lat. Podobnie jak w przypadku innych szkół, wokół zrealizowanego mistrza i jego uczniów zgromadzili się świeccy, chcący podążać ich drogą. Pierwotna buddyjska sangha zorganizowana była wokół czterech niezależnych grup: dwóch zakonnych (mnichów bhikszu i mniszek bhikuszini) oraz dwóch świeckich (mężczyzn upasaka i kobiety upasika). Mnisi zajmowali się praktyką i nauczaniem, a świeccy zapewniali im środki niezbędne do życia. Poszczególne zgromadzenia pozostawały od siebie niezależne, a mnisi spotykali się regularnie w celu uregulowania spraw bieżących, przy czym decydował głos większości (wzorem dla tej praktyki był prawdopodobnie republikański ustrój rodzimego miasta Siakjamuniego). W celu uniknięcia konfliktów z władzami i niepotrzebnych napięć wewnątrz zgromadzeń, do wspólnoty nie przyjmowano ludzi w służbie królewskiej, przestępców chcących uniknąć odpowiedzialności oraz osób chorych zakaźnie. Wewnątrzwspólnotowe zasady współżycia opisane zostały w tzw. Vinayi. 

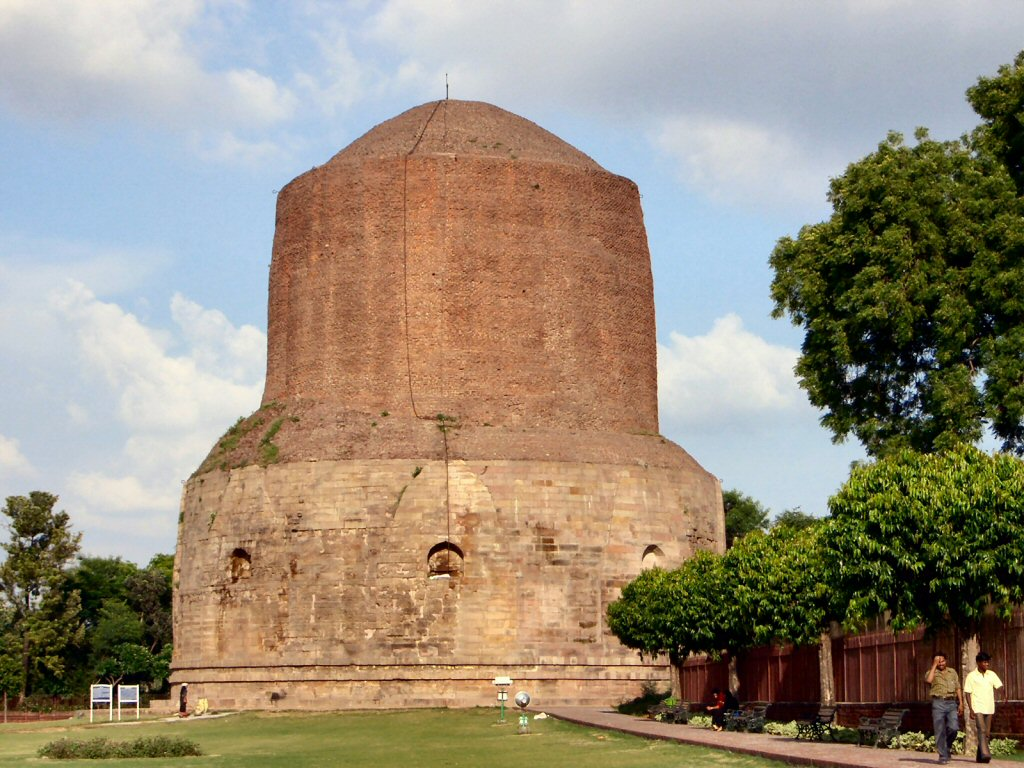
Zbudowana przez króla Aśokę Stupa Dhamekh w miejscu, w którym Budda wygłosił pierwsze nauki

Warto zwrócić uwagę na to, iż założone przez Buddę zgromadzenie nie było ani jedynym, ani nawet największym w tym czasie. Oprócz Siakjamuniego i jego uczniów istniało sześć innych szkół, skupionych wokół cieszących się dużym autorytetem nauczycieli z kręgu śramanów. Należeli do nich: 
- Maskarin Gośala przywódca adźiwików, którego poglądy oscylowały wokół fatalizmu
- jego uczeń Mahawira założyciel szkoły dżinijskiej
- Adźita Keśakambali przedstawiciel materializmu
- Kakuci Katjajana (eteryczność)
- Sandżajin Wajratiputra (agnostycyzm)
- Purana Kaśjapa[6][8] (zaprzeczenie wszelkiej moralności, swoisty nihilizm).

## Nauki
Budda nie zostawił żadnych spisanych nauk, pomimo tego iż od momentu oświecenia działał przez kolejnych 45 lat. Dlatego też w trzy miesiące po jego śmierci odbył się pierwszy sobór buddyjski, na którym recytowano z pamięci wskazania mistrza, po czym spisano je w formie tzw. sutr, które razem z Vinayą (reguły monastyczne) i Abhidharmą (komentarze) stworzyły kanoniczną Tripitakę. 

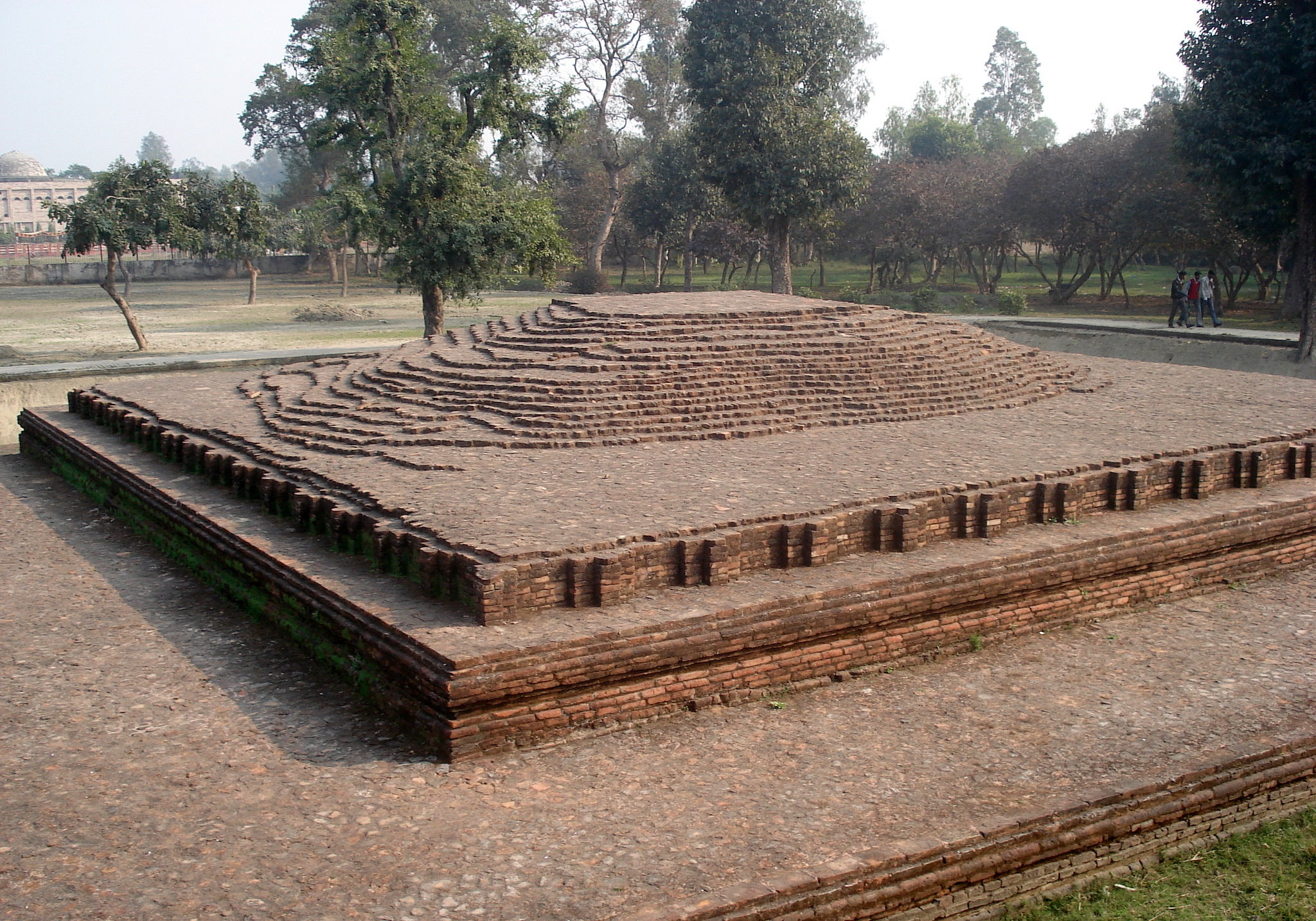
Miejsce śmierci Buddy. Kushinagar, Indie

Dostęp do sutr zgromadzonych w Tripitace nie oznacza jednak bezpośredniego wglądu w pierwotne nauczanie Buddy. Ze względu na to, iż każda z późniejszych tradycji (pozainyjskich) stworzyła własne tłumaczenia i komentarze, różnią się ona od siebie znacznie, również w kwestiach natury doktrynalnej. Na domiar złego oryginalne indyjskie teksty zostały zniszczone w wyniku trzynastowiecznych, muzułmańskich najazdów oraz związanego z nimi planowego burzenia szkół i klasztorów. 
W tej sytuacji porównano teksty Tripitaki różnych tradycji oraz dokonano przeglądu źródeł zewnętrznych. Szybko okazało się, że rekonstrukcję pierwotnej doktryny ułatwia porównanie sutr do nauczania współczesnych Buddzie konkurencyjnych szkół oraz w miarę możliwości odtworzenie ich wzajemnych relacji (w kwestiach doktrynalnych). W ten sposób ustalono, że wczesny buddyzm charakteryzowało:
- odrzucenie wiedzy opartej na autorytecie oraz podkreślenie, że prawda musi zostać odkryta osobiście przez praktykującego (empiryzm i weryfikowalność)
- przekonanie o skuteczności działania (stanowisko opozycyjne do fatalizmu Adźiwików)
- brak przywiązania, osiąganego poprzez tzw. „drogę środka”, czyli odrzucenie hedonizmu i nadmiernej ascezy
- przekonanie o powszechnej nietrwałości
- przekonanie o powszechnej przyczynowości (prawo karmana)
- przekonanie o ograniczonych możliwościach poznania i wiedzy

W tym świetle doktryna buddyjska wyłamuje się z prostych prób zakwalifikowania jej jako religii lub filozofii i według badaczy ...tak długo jak religia opisywana będzie przy użyciu terminów wyłącznie teistycznych, a filozofia z pominięciem kwestii czysto duchowych i etycznych, buddyzm nie będzie żadną z nich.